# Dormelles
Pour les articles homonymes, voir Dormelles (homonymie).
Dormelles est une commune française située dans le département de Seine-et-Marne en région Île-de-France.

## Géographie

### Localisation
La commune est située à environ 18,4 kilomètres par la route, au nord-est  de Nemours.

### Communes limitrophes
| Villecerf | Ville-Saint-Jacques | Noisy-Rudignon |
|           | Dormelles           | Flagy          |
| Villemer  | Villemaréchal       |                |

### Géologie et relief
L'altitude de la commune varie de 62 mètres à 136 mètres pour le point le plus haut, le centre du bourg se situant à environ 91 mètres d'altitude (mairie). Elle est classée en zone de sismicité 1, correspondant à une sismicité très faible.

### Hydrographie

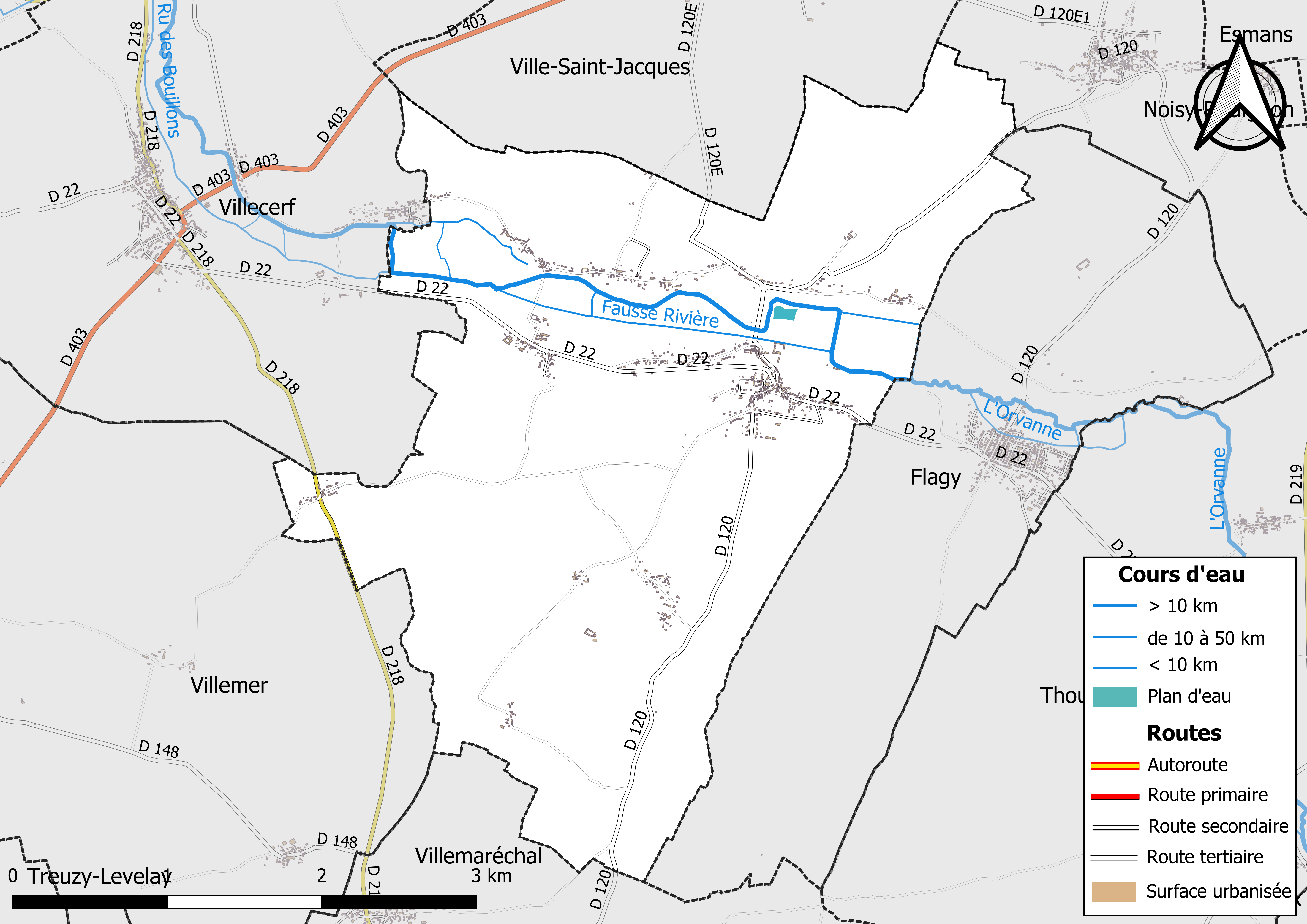
Carte des réseaux hydrographique et routier de Dormelles.

Le réseau hydrographique de la commune se compose de sept cours d'eau référencés :
- la rivière Orvanne, longue de 38,84 km[4], affluent du Loing, ainsi que :
  - un bras de 0,43 km[5] ;
  - le ru de la Fontaine, 1,06 km[6], et ;
  - le ru des Bouillons, 3,65 km[7], affluents de l’Orvanne, qui prend sa source à la limite nord-ouest de Dormelles ;
  - le canal 01 de la Vallée de Dormelles, 0,18 km[8], et ;
  - Fausse Rivière, canal de 2,22 km[9], et ;
  - le canal 01 de Champmerle, 0,90 km[10], qui confluent avec l’Orvanne.

La longueur totale des cours d'eau sur la commune est de 8,56 km.

### Climat
Pour des articles plus généraux, voir Climat de l'Île-de-France et Climat de Seine-et-Marne.
En 2010, le climat de la commune est de type climat océanique dégradé des plaines du Centre et du Nord, selon une étude du CNRS s'appuyant sur une série de données couvrant la période 1971-2000. En 2020, Météo-France publie une typologie des climats de la France métropolitaine dans laquelle la commune est exposée à un climat océanique altéré et est dans la région climatique Nord-est du bassin Parisien, caractérisée par un ensoleillement médiocre, une pluviométrie moyenne régulièrement répartie au cours de l’année et un hiver froid (3 °C).
Pour la période 1971-2000, la température annuelle moyenne est de 11,1 °C, avec une amplitude thermique annuelle de 15,5 °C. Le cumul annuel moyen de précipitations est de 741 mm, avec 11,7 jours de précipitations en janvier et 7,6 jours en juillet. Pour la période 1991-2020, la température moyenne annuelle observée sur la station météorologique la plus proche, située sur la commune de La Brosse-Montceaux à 9 km à vol d'oiseau, est de 12,0 °C et le cumul annuel moyen de précipitations est de 652,9 mm,. Pour l'avenir, les paramètres climatiques de la commune estimés pour 2050 selon différents scénarios d'émission de gaz à effet de serre sont consultables sur un site dédié publié par Météo-France en novembre 2022.

### Milieux naturels et biodiversité

#### Espaces protégés
La protection réglementaire est le mode d’intervention le plus fort pour préserver des espaces naturels remarquables et leur biodiversité associée,.
La réserve de biosphère « Fontainebleau et Gâtinais », créée en 1998 et d'une superficie totale de 150 544 ha, est un espace protégé présent sur la commune. Cette réserve de biosphère, d'une grande biodiversité, comprend trois grands ensembles : une grande moitié ouest à dominante agricole, l’emblématique forêt de Fontainebleau au centre, et le Val de Seine à l’est. La structure de coordination est l'Association de la Réserve de biosphère de Fontainebleau et du Gâtinais, qui comprend un conseil scientifique et un Conseil Education, unique parmi les Réserves de biosphère françaises,,.

#### Zones naturelles d'intérêt écologique, faunistique et floristique
L’inventaire des zones naturelles d'intérêt écologique, faunistique et floristique (ZNIEFF) a pour objectif de réaliser une couverture des zones les plus intéressantes sur le plan écologique, essentiellement dans la perspective d’améliorer la connaissance du patrimoine naturel national et de fournir aux différents décideurs un outil d’aide à la prise en compte de l’environnement dans l’aménagement du territoire.
Le territoire communal de Dormelles comprend une ZNIEFF de type 1,,, 
les « Bas des Hopitaux » (4,83 ha)
, et un ZNIEFF de type 2,, 
la « vallée de l'Orvanne entre Villecerf et Flagy » (387,65 ha), couvrant 3 communes du département.

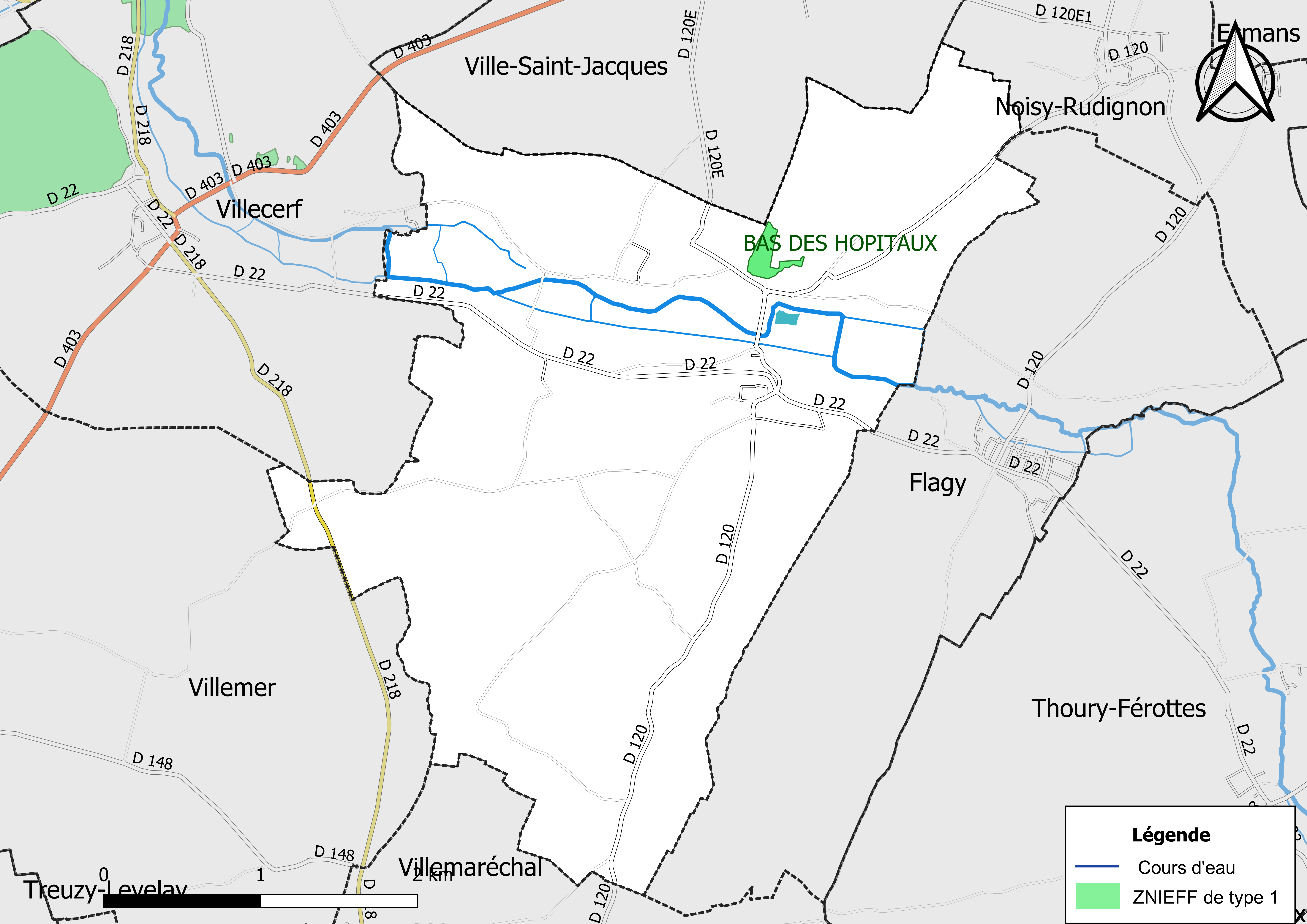
Carte des ZNIEFF de type 1 de la commune.
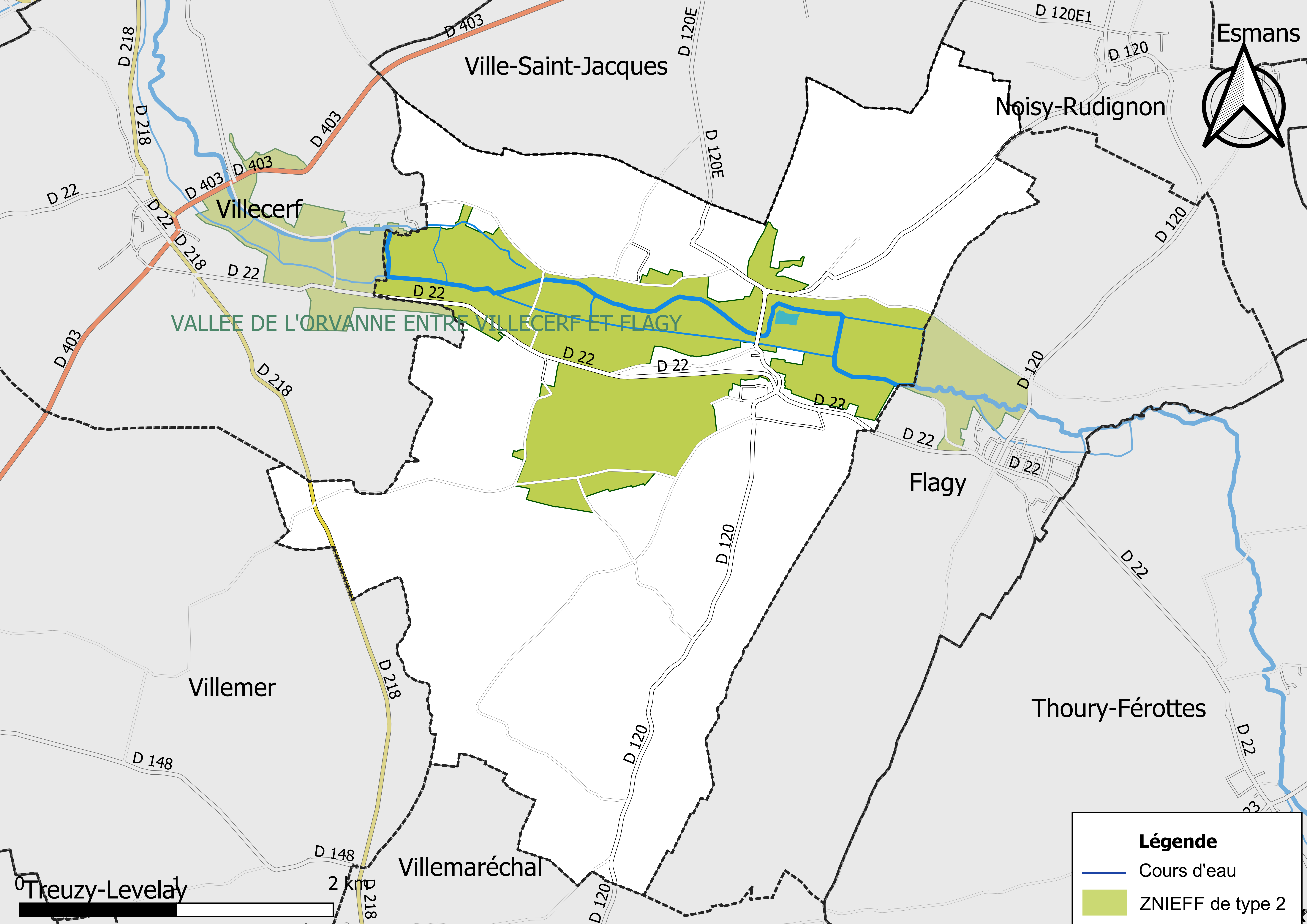
Carte des ZNIEFF de type 2 de la commune.

## Urbanisme

### Typologie
Au 1er janvier 2024, Dormelles est catégorisée commune rurale à habitat dispersé, selon la nouvelle grille communale de densité à sept niveaux définie par l'Insee en 2022.
Elle est située hors unité urbaine. Par ailleurs la commune fait partie de l'aire d'attraction de Paris, dont elle est une commune de la couronne,. Cette aire regroupe 1 929 communes,.

### Lieux-dits et écarts
La commune compte 113 lieux-dits administratifs répertoriés consultables ici (source : le fichier Fantoir) dont Challeau (ancien fort), le Pimard, la Vallée de Dormelles, les Bois de Dormelles.

### Occupation des sols
L'occupation des sols de la commune, telle qu'elle ressort de la base de données européenne d’occupation biophysique des sols Corine Land Cover (CLC), est marquée par l'importance des territoires agricoles (72,2 % en 2018), une proportion sensiblement équivalente à celle de 1990 (72,8 %). La répartition détaillée en 2018 est la suivante : 
terres arables (69% ), forêts (21,9% ), zones urbanisées (3,2% ), zones agricoles hétérogènes (3,1% ), milieux à végétation arbustive et/ou herbacée (2,7 %).
Parallèlement, L'Institut Paris Région, agence d'urbanisme de la région Île-de-France, a mis en place un inventaire numérique de l'occupation du sol de l'Île-de-France, dénommé le MOS (Mode d'occupation du sol), actualisé régulièrement depuis sa première édition en 1982. Réalisé à partir de photos aériennes, le Mos distingue les espaces naturels, agricoles et forestiers mais aussi les espaces urbains (habitat, infrastructures, équipements, activités économiques, etc.) selon une classification pouvant aller jusqu'à 81 postes, différente de celle de Corine Land Cover,,. L'Institut met également à disposition des outils permettant de visualiser par photo aérienne l'évolution de l'occupation des sols de la commune entre 1949 et 2018.

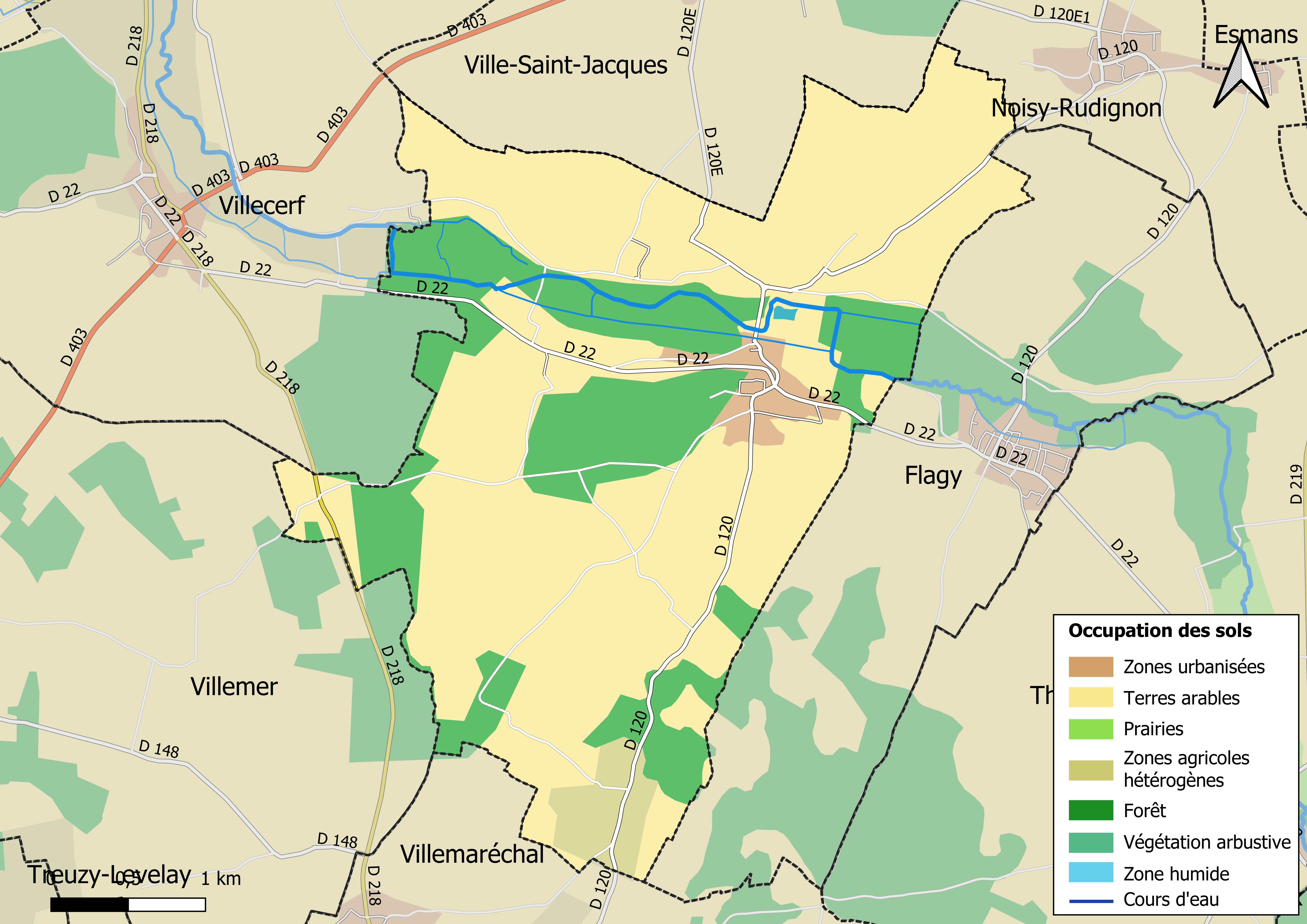
Carte des infrastructures et de l'occupation des sols en 2018 (CLC) de la commune.
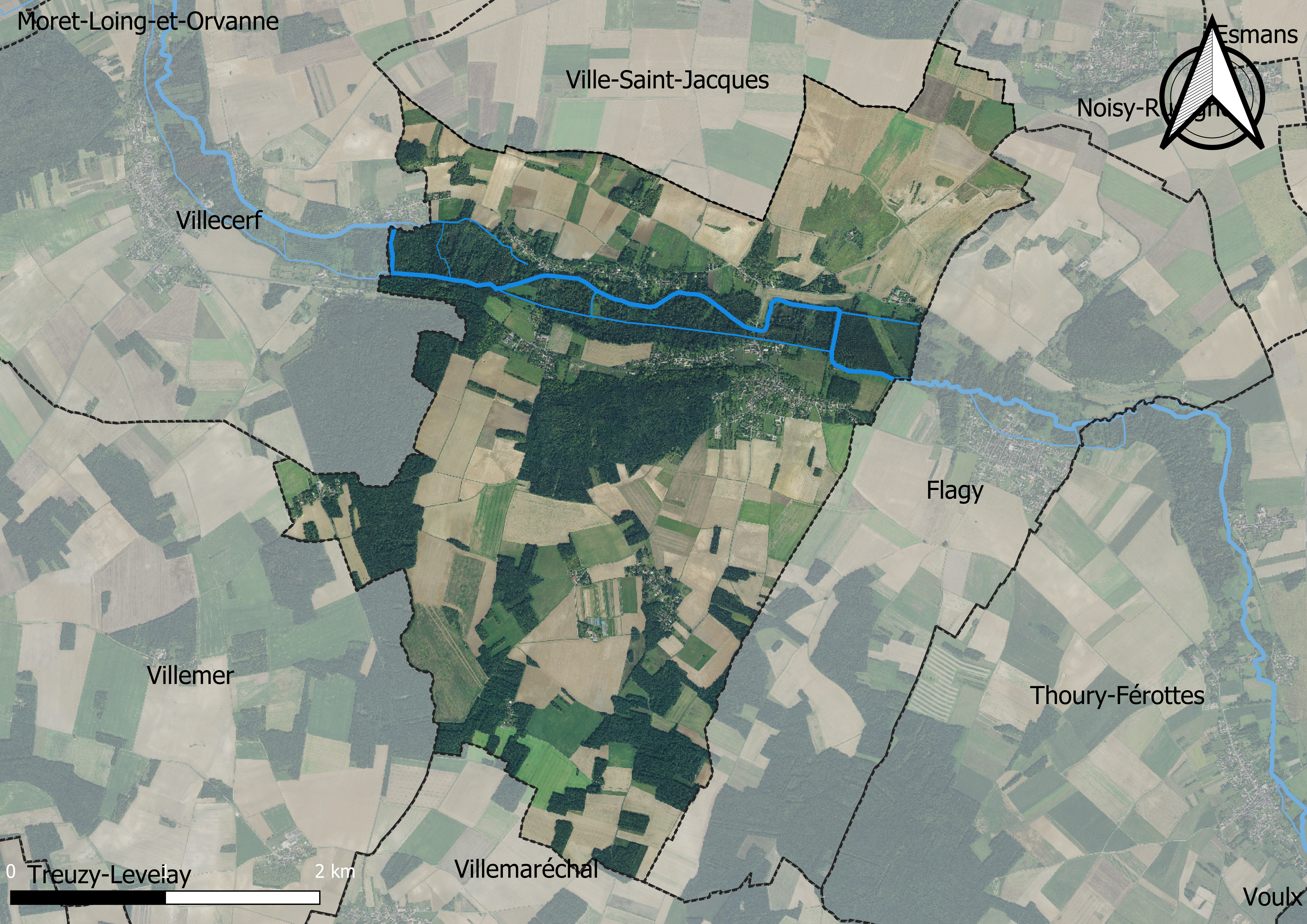
Carte orhophotogrammétrique de la commune.

### Planification
La loi SRU du 13 décembre 2000 a incité les communes à se regrouper au sein d’un établissement public, pour déterminer les partis d’aménagement de l’espace au sein d’un SCoT, un document d’orientation stratégique des politiques publiques à une grande échelle et à un horizon de 20 ans et s'imposant aux documents d'urbanisme locaux, les PLU (Plan local d'urbanisme). La commune est dans le territoire du SCOT Seine et Loing, dont le projet a été arrêté le 3 juillet 2019, porté par le syndicat mixte d’études et de programmation (SMEP) Seine et Loing rassemblant à la fois 44 communes et trois communautés de communes.
La commune disposait en 2019 d'un plan local d'urbanisme approuvé. Le zonage réglementaire et le règlement associé peuvent être consultés sur le Géoportail de l'urbanisme.

### Logement
En 2016, le nombre total de logements dans la commune était de 410 dont 97,1 % de maisons et 2,4 % d’appartements.
Parmi ces logements, 77,9 % étaient des résidences principales, 16,9 % des résidences secondaires et 5,2 % des logements vacants.
La part des ménages propriétaires de leur résidence principale s’élevait à 84,7 % contre 13,1 % de locataires et 2,2 % logés gratuitement.

### Voies de communication et transports

#### Transports
La commune est desservie par la ligne d’autocars No 9D du réseau de bus Vallée du Loing - Nemours.

## Toponymie
Le nom de la localité est mentionné sous les formes Dormello vico au VIIe siècle (Frédégaire) ; Ecclesia de Dormilla en 1140 ; Dormellae en 1164 ; Dormella vers 1172 ; Ecclesia Sancti Martini de Dormella en 1173 ; Dormele en 1250 ; Dourmeles en 1276 ; Dormeles juxta Moretum en 1285 ; Villa de Dormelles en 1389 ; Ormelles en Gatinois en 1398 ; Dormelles leez Flaagy 1417 ; La grant paroisse d'Ormelle en 1569 ; Doromel en 1630 (Dom Morin) ; La paroisse d'Ormeilles en 1721.
Le nom peut venir du gaulois duro ou du latin dūrum « fortification » avec le gaulois mello, « colline ».

## Histoire

### La bataille de Dormelles (599)
En 599 ou 600, Dormelles est le lieu d'une bataille entre Clotaire II, roi de Neustrie, fils de la reine Frédégonde (morte en 597), et les petits-fils de la reine Brunehilde (Brunehaut), Thierry II, roi de Burgondie et Thibert II, roi d'Austrasie.
La bataille semble avoir eu une grande ampleur puisque commençant sur les hauteurs de Sens, elle se poursuit à Flagy, Diant et jusqu'aux portes de Moret[réf. nécessaire]. Le chiffre de 30 000 morts est mentionné, ce qui ferait de cette bataille l'une des plus meurtrières de l'époque mérovingienne. L'Orvanne qui coule à Dormelles aurait été tant obstruée de cadavres qu'elle en aurait dévié de son cours.
Clotaire II, vaincu, survit néanmoins à la bataille en s'enfermant dans Melun, mais Thierry II ravage et occupe la Neustrie (sauf Rouen, Amiens et Beauvais) jusqu'à la paix de Compiègne en 604[réf. nécessaire].
Au Moyen Âge, une commanderie templière, dite de Dormelles, est au nord du village.

## Politique et administration

### Liste des maires
| Période                                  | Période  | Identité            | Étiquette | Qualité |
| ---------------------------------------- | -------- | ------------------- | --------- | ------- |
| Les données manquantes sont à compléter. |          |                     |           |         |
| 1977                                     | 2008     | Michel Verriele     |           |         |
| 2008                                     | En cours | Francis Largillière |           |         |

## Équipements et services

### Eau et assainissement
L’organisation de la distribution de l’eau potable, de la collecte et du traitement des eaux usées et pluviales relève des communes. La loi NOTRe de 2015 a accru le rôle des EPCI à fiscalité propre en leur transférant cette compétence. Ce transfert devait en principe être effectif au 1er janvier 2020, mais la loi Ferrand-Fesneau du 3 août 2018 a introduit la possibilité d’un report de ce transfert au 1er janvier 2026,.

#### Assainissement des eaux usées
En 2020, la commune de Dormelles gère le service d’assainissement collectif (collecte, transport et dépollution) en régie directe, c’est-à-dire avec ses propres personnels.
L’assainissement non collectif (ANC) désigne les installations individuelles de traitement des eaux domestiques qui ne sont pas desservies par un réseau public de collecte des eaux usées et qui doivent en conséquence traiter elles-mêmes leurs eaux usées avant de les rejeter dans le milieu naturel. La commune assure le service public d'assainissement non collectif (SPANC), qui a pour mission de vérifier la bonne exécution des travaux de réalisation et de réhabilitation, ainsi que le bon fonctionnement et l’entretien des installations,.

#### Eau potable
En 2020, l'alimentation en eau potable est assurée par le SIDEP de la Vallée de l'Orvanne qui en a délégué la gestion à la SAUR, dont le contrat expire le 31 janvier 2030,,.
Les nappes de Beauce et du Champigny sont classées en zone de répartition des eaux (ZRE), signifiant un déséquilibre entre les besoins en eau et la ressource disponible. Le changement climatique est susceptible d’aggraver ce déséquilibre. Ainsi afin de renforcer la garantie d’une distribution d’une eau de qualité en permanence sur le territoire du département, le troisième Plan départemental de l’eau signé, le 3 octobre 2017, contient un plan d’actions afin d’assurer avec priorisation la sécurisation de l’alimentation en eau potable des Seine-et-Marnais. A cette fin a été préparé et publié en décembre 2020 un schéma départemental d’alimentation en eau potable de secours dans lequel huit secteurs prioritaires sont définis. La commune fait partie du secteur Bocage.

## Population et société

### Démographie
L'évolution du nombre d'habitants est connue à travers les recensements de la population effectués dans la commune depuis 1793. Pour les communes de moins de 10 000 habitants, une enquête de recensement portant sur toute la population est réalisée tous les cinq ans, les populations de référence des années intermédiaires étant quant à elles estimées par interpolation ou extrapolation. Pour la commune, le premier recensement exhaustif entrant dans le cadre du nouveau dispositif a été réalisé en 2008.

En 2022, la commune comptait 803 habitants, en évolution de −0,5 % par rapport à 2016 (Seine-et-Marne : +3,92 %, France hors Mayotte : +2,11 %).
| 1793 | 1800 | 1806 | 1821 | 1831 | 1836 | 1841 | 1846 | 1851 |
| ---- | ---- | ---- | ---- | ---- | ---- | ---- | ---- | ---- |
| 648  | 502  | 610  | 642  | 754  | 790  | 815  | 818  | 816  |

| 1856 | 1861 | 1866 | 1872 | 1876 | 1881 | 1886 | 1891 | 1896 |
| ---- | ---- | ---- | ---- | ---- | ---- | ---- | ---- | ---- |
| 780  | 754  | 730  | 728  | 671  | 635  | 623  | 604  | 573  |

| 1901 | 1906 | 1911 | 1921 | 1926 | 1931 | 1936 | 1946 | 1954 |
| ---- | ---- | ---- | ---- | ---- | ---- | ---- | ---- | ---- |
| 531  | 503  | 463  | 410  | 407  | 387  | 385  | 360  | 401  |

| 1962 | 1968 | 1975 | 1982 | 1990 | 1999 | 2006 | 2008 | 2013 |
| ---- | ---- | ---- | ---- | ---- | ---- | ---- | ---- | ---- |
| 414  | 347  | 408  | 542  | 663  | 791  | 846  | 859  | 821  |

| 2018 | 2022 | - | - | - | - | - | - | - |
| ---- | ---- | - | - | - | - | - | - | - |
| 805  | 803  | - | - | - | - | - | - | - |

## Économie

### Revenus de la population et fiscalité
En 2018, le nombre de ménages fiscaux de la commune était de 313, représentant 762 personnes et la  médiane du revenu disponible par unité de consommation  de 26 980 euros.

### Emploi
En 2018, le nombre total d’emplois dans la zone était de 116, occupant 361 actifs  résidants (dont 15,2 % dans la commune de résidence et 84,8 % dans une commune autre que la commune de résidence).
Le taux d'activité de la population (actifs ayant un emploi) âgée de 15 à 64 ans s'élevait à 71,5 % contre un taux de chômage de 6,7 %. 
Les 21,7 % d’inactifs se répartissent de la façon suivante : 8,5 % d’étudiants et stagiaires non rémunérés, 8,5 % de retraités ou préretraités et 4,7 % pour les autres inactifs.

### Secteurs d'activité

#### Entreprises et commerces
Au 31 décembre 2019, le nombre d’unités légales et d’établissements (activités marchandes hors agriculture) par secteur d'activité était de 46 dont 4 dans l’industrie manufacturière, industries extractives et autres, 10 dans la construction, 5 dans le commerce de gros et de détail, transports, hébergement et restauration, 1 dans l’Information et communication, 2 dans les activités financières et d'assurance, 2 dans les activités immobilières, 7 dans les activités spécialisées, scientifiques et techniques et activités de services administratifs et de soutien, 6 dans l’administration publique, enseignement, santé humaine et action sociale et 9 étaient relatifs aux autres activités de services.
En 2020, 10 entreprises individuelles ont été créées sur le territoire de la commune.
Au 1er janvier 2021, la commune ne disposait pas d’hôtel et de terrain de camping.

## Culture locale et patrimoine
- Un festival en plein air nommé « Les Féeries du Bocage » se tient au début du mois de juin. Le festival permet de faire découvrir le monde du fantastique et du médiéval à travers différentes animations, conférences, tables rondes et stands de professionnels (livres fantastiques, contes, artisans de cuir ou forgerons, etc.).

### Lieux et monuments
- Pierre Plantée : menhir classé par liste de 1900[68].
- L'église Saint-Martin avec un clocher fortifié, et en face une superbe ferme d'époque. L'église a été inscrite monument historique par arrêté du 17 juin 1926 et le clocher a été classé par arrêté du 10 avril 1931[69].
- Fort de Challeau, forteresse du XIIIe siècle modifiée au XVIe siècle. Il a été inscrit monument historique par arrêté du 17 juin 1975[70].
- La ferme Saint-Gervais a été inscrite par arrêté du 14 septembre 1949[71].

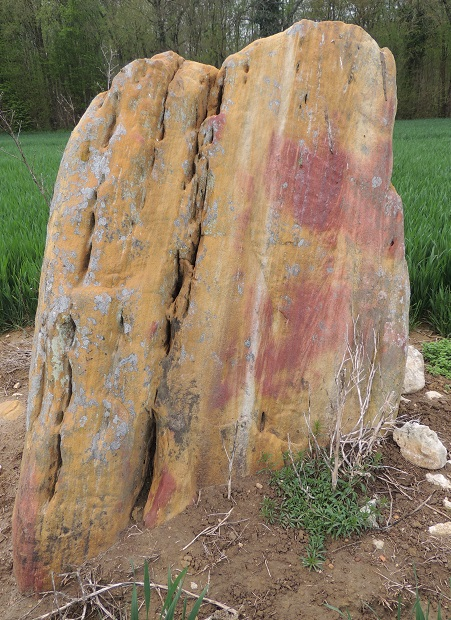
Menhir dit la Pierre Plantée.
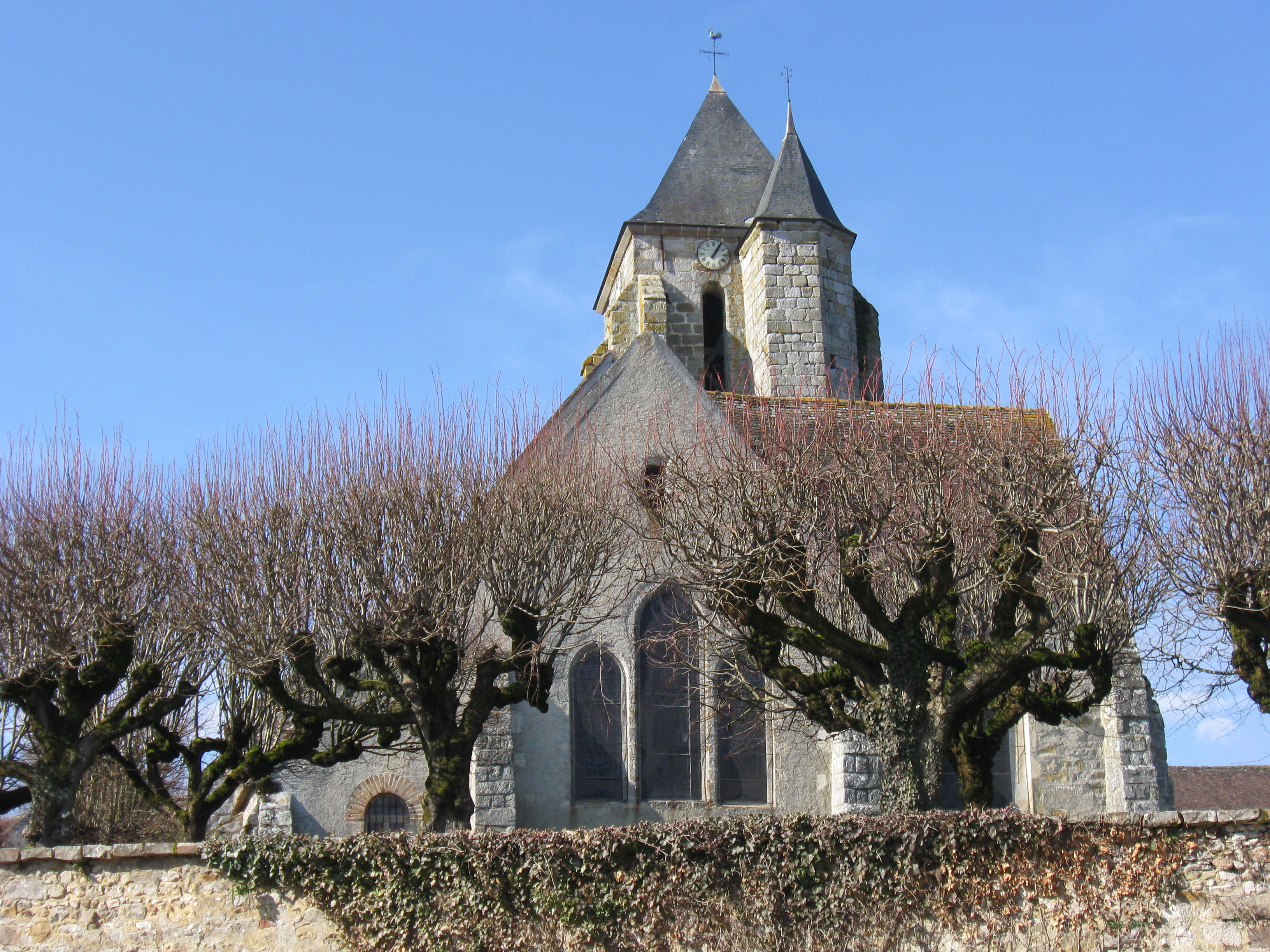
L'église Saint-Martin.
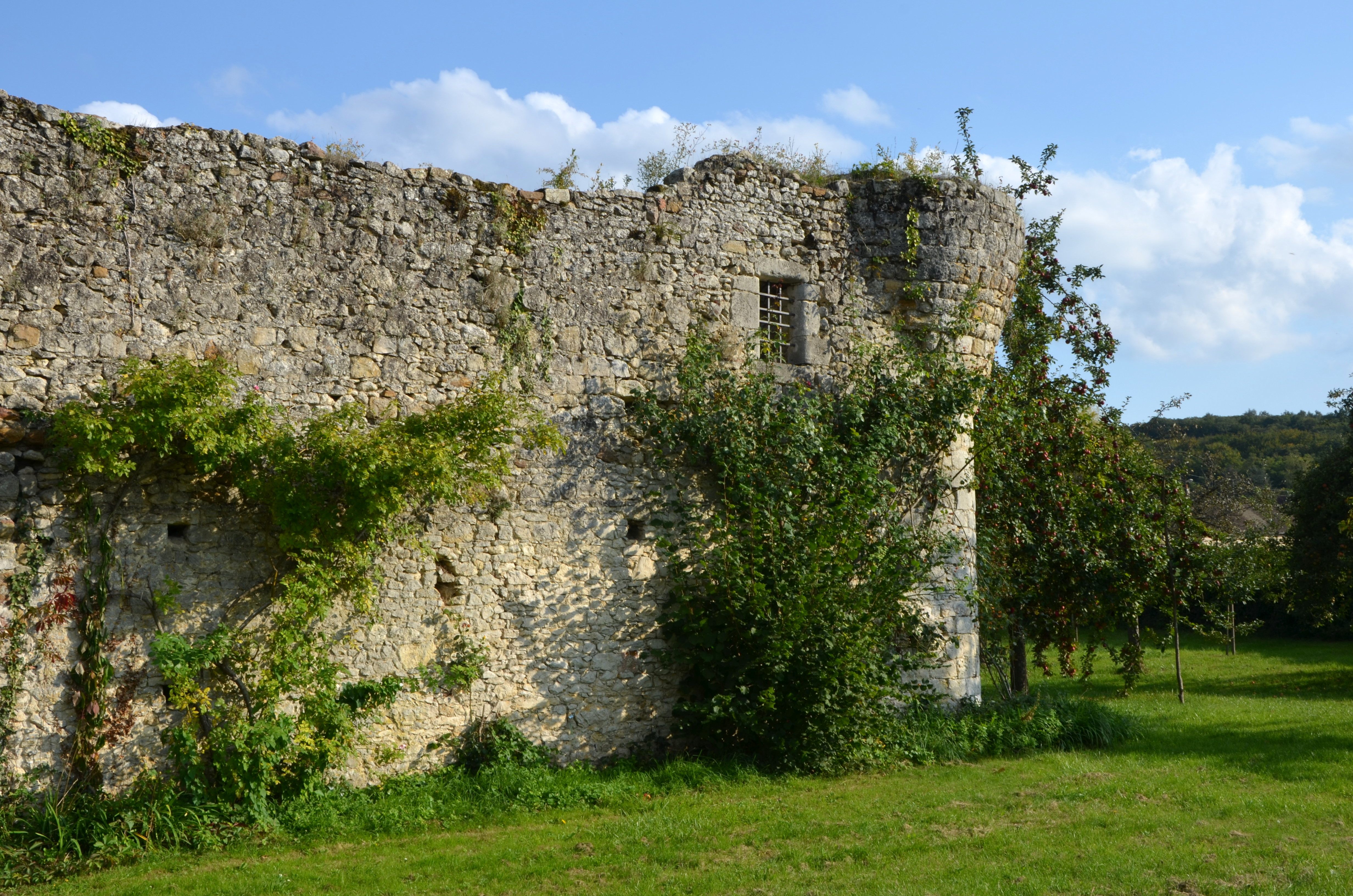
Le fort de Challeau.
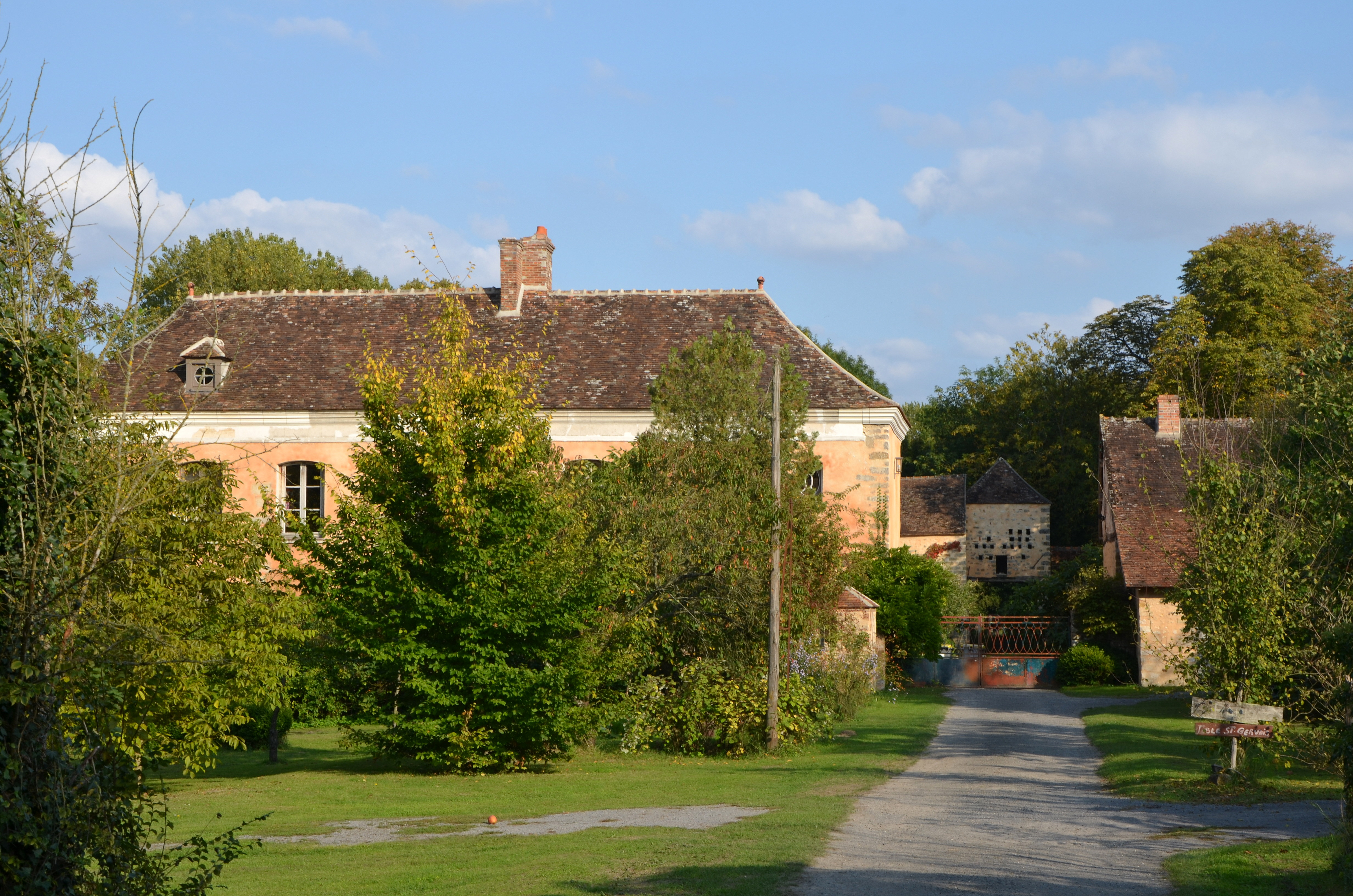
La ferme Saint-Gervais.
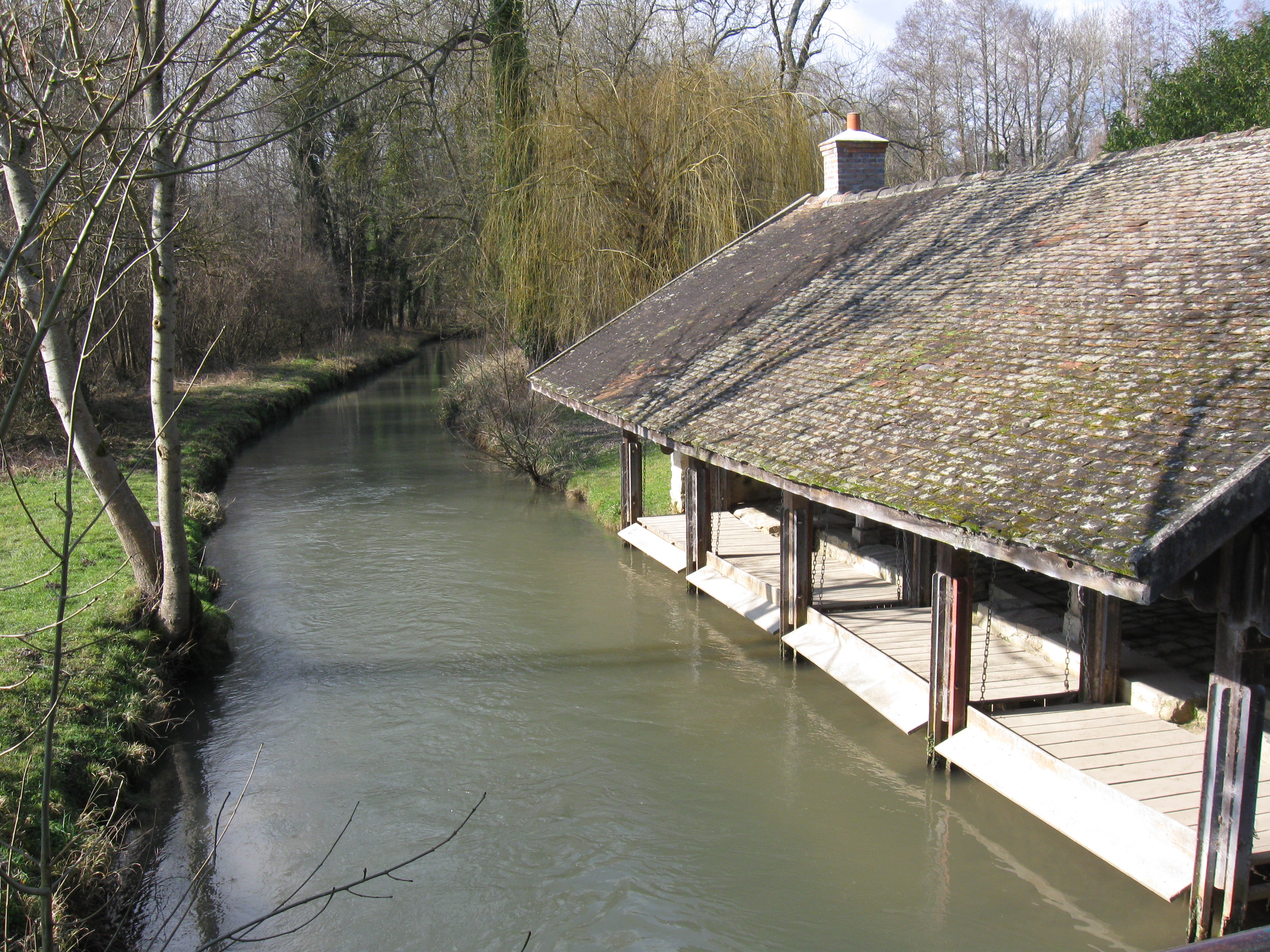
Le lavoir sur l'Orvanne.

### Personnalités liées à la commune
Jean de Saint-Père, père d'Agathe de Saint-Père, est né en 1631 dans la commune. Il est décédé le 25 octobre 1657 à Ville-Marie, Nouvelle-France, mais les circonstances entourant sa mort semblent floues.

### Secteurs d'activité

#### Agriculture
Dormelles est dans la petite région agricole dénommée la « Bocage gâtinais », à l'extrême sud du département. En 2010, l'orientation technico-économique de l'agriculture sur la commune est la culture de céréales et d'oléoprotéagineux (COP).
Si la productivité agricole de la Seine-et-Marne se situe dans le peloton de tête des départements français, le département enregistre un double phénomène de disparition des terres cultivables (près de 2 000 ha par an dans les années 1980, moins dans les années 2000) et de réduction d'environ 30 % du nombre d'agriculteurs dans les années 2010. Cette tendance se retrouve au niveau de la commune où le nombre d’exploitations est passé de 10 en 1988 à 6 en 2010. Parallèlement, la taille de ces exploitations augmente, passant de 82 ha en 1988 à 114 ha en 2010.
Le tableau ci-dessous présente les principales caractéristiques des exploitations agricoles de Dormelles, observées sur une période de 22 ans : 
|                                      | 1988 | 2000 | 2010 |
| ------------------------------------ | ---- | ---- | ---- |
| Dimension économique,                |      |      |      |
| Nombre d’exploitations (u)           | 10   | 6    | 6    |
| Travail (UTA)                        | 15   | 7    | 7    |
| Surface agricole utilisée (ha)       | 816  | 817  | 682  |
| Cultures                             |      |      |      |
| Terres labourables (ha)              | 811  | 813  | 679  |
| Céréales (ha)                        | 485  | 532  | 364  |
| dont blé tendre (ha)                 | 350  | 395  | 311  |
| dont maïs-grain et maïs-semence (ha) | 76   | s    | s    |
| Tournesol (ha)                       | 103  | 67   | s    |
| Colza et navette (ha)                | 106  | 81   | 123  |
| Élevage                              |      |      |      |
| Cheptel (UGBTA)                      | 69   | 5    | 11   |